# التصميم الحيوي

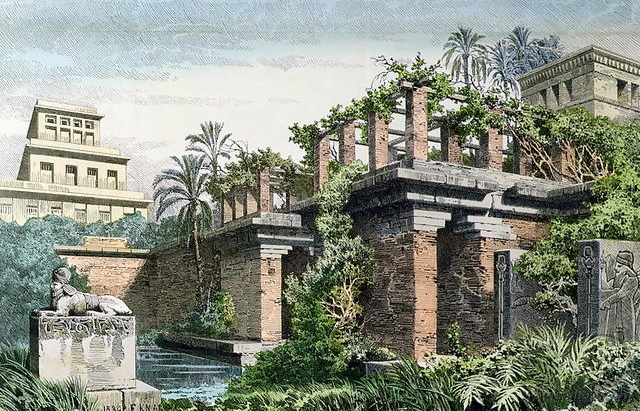
لوحة تصور حدائق بابل المعلقة كما تخيلها فيرديناند عام 1886.

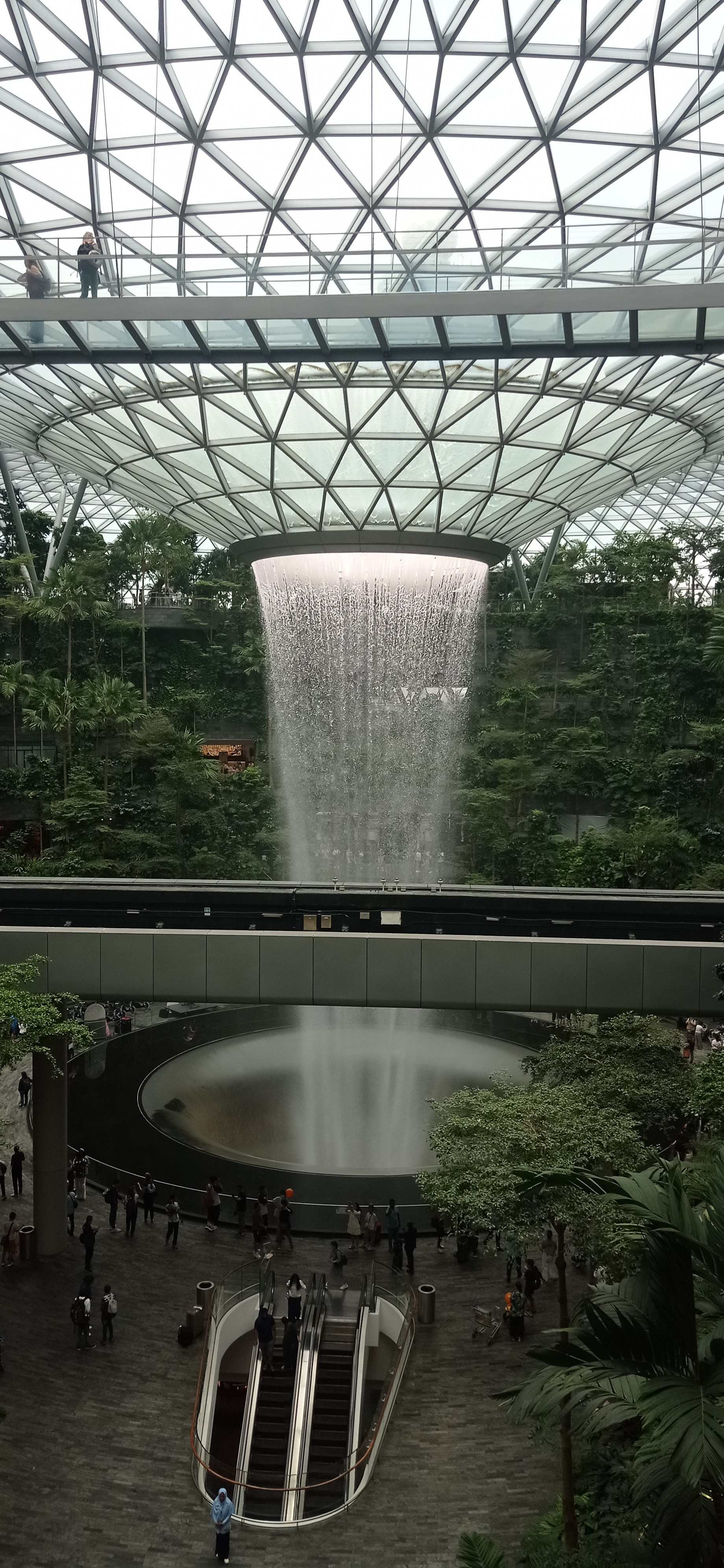
عرض جانبي للشلال من داخل "Forest Valley"، مع مظلة ناطرة للمياه وأضواء ليلية.

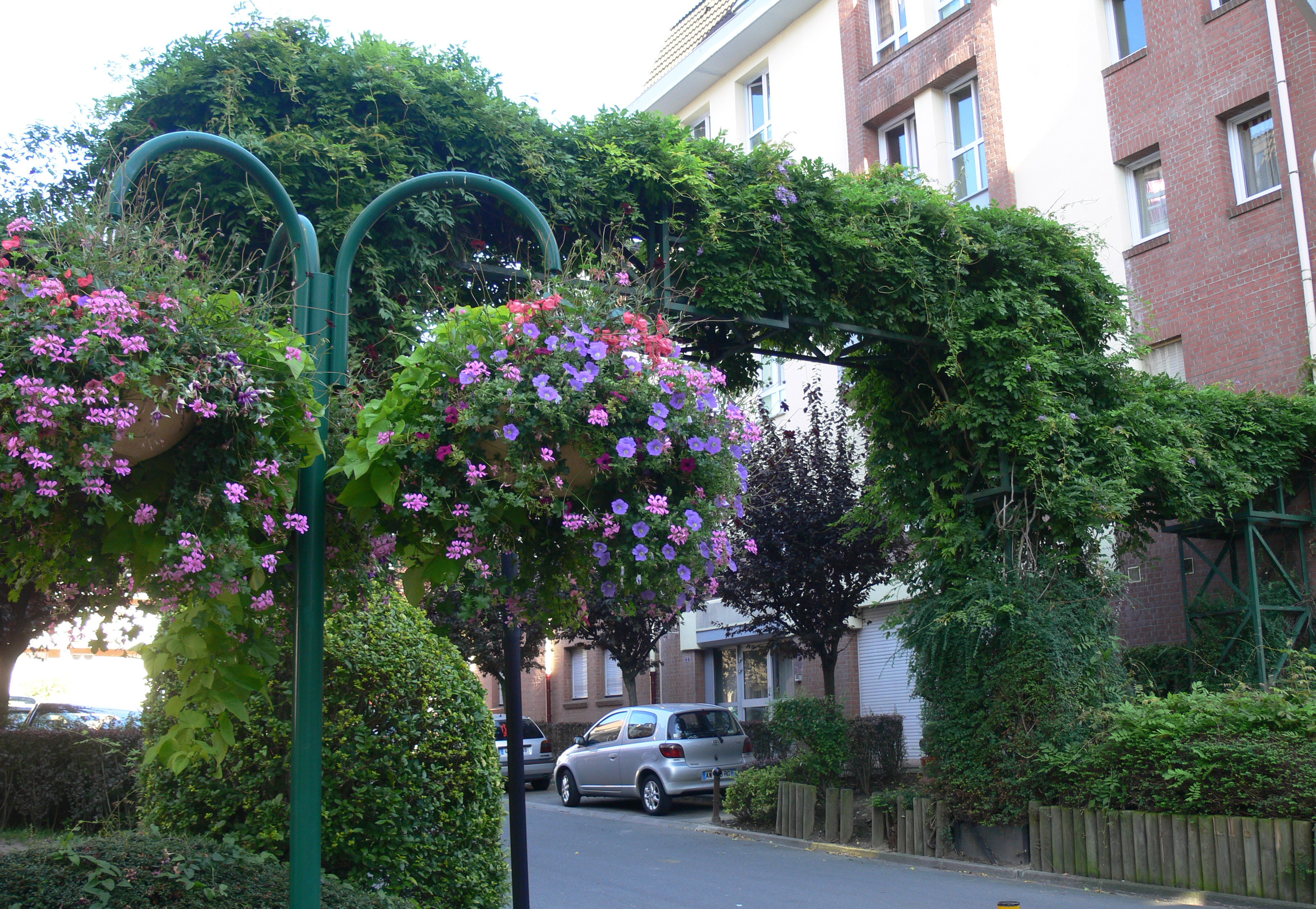
تصميم بيئي لممر أخضر في فرنسا.

التصميم الحيوي هو نهج معماري يهدف إلى تعزيز الترابط بين الإنسان والبيئة الطبيعية ضمن الفضاءات المبنية، من خلال دمج عناصر الطبيعة بصورة مباشرة (كالنباتات والماء) أو غير مباشرة (كالخامات الطبيعية والصور)، بالإضافة إلى مراعاة خصائص المكان والفراغ. يستند هذا النهج إلى فرضية «الحب للطبيعة» (Biophilia)، وهي نظرية قدّمها عالم الأحياء الأمريكي إدوارد أُو. ويلسون في كتابه الصادر عام 1984، حيث افترض أن لدى الإنسان ميلاً فطريًا للتفاعل مع الطبيعة والكائنات الحية من حوله. وقد أسهم هذا الميل العميق في دفع المعماريين والمخططين إلى استلهام عناصر الطبيعة في تصميم المباني والفضاءات العامة، لتنشأ من ذلك مقاربة التصميم الحيوي باعتبارها ترجمة معمارية وعمرانية لهذه الفرضية.
ويُعتمد هذا المفهوم على مستوى المباني والمدن، لما له من فوائد صحية وبيئية واقتصادية، في حين تُعد سلبياته محدودة نسبيًا. ورغم أن المصطلح حديث نسبيًا، فإن ملامحه ظهرت منذ عصور قديمة كما في حدائق بابل المعلّقة، والعمارة الإسلامية التقليدية، إلا أن تبنيه الأكاديمي مؤخراً منح المفهوم مزيدًا من الشرعية العلمية والاهتمام.

## مبادئ التصميم الحيوي وتطبيقاته

### مبادئ التصميم الحيوي
يعتبر التصميم الحيوي نهجًا معماريًا متكاملاً يسعى إلى تعزيز الترابط العميق بين الإنسان والطبيعة من خلال إدخال عناصر وخصائص البيئة الطبيعية إلى الفضاءات المبنية. ويستند هذا النهج إلى أربع ركائز رئيسية تمثل أبعاد التجربة الحسية والوظيفية للمستخدمين، وتوفر إطارًا واضحًا لفهم وتطبيق التصميم الحيوي بشكل فعال في المباني:
التجربة المباشرة للطبيعة تتضمن هذه الركيزة دمج العناصر الطبيعية الحسية التي يمكن إدراكها مباشرة من قبل المستخدم، مثل:
- النباتات والمسطحات الخضراء: كالأشجار، الشجيرات، [النباتات الداخلية]]، التي تساهم في تحسين جودة الهواء، وتقليل التوتر النفسي، وتعزيز الشعور بالهدوء والراحة.
- الماء: من خلال نوافير، شلالات، أو أحواض مائية، والتي لا تقتصر فائدتها على المنظر الجمالي فحسب، بل تلعب دورًا مهمًا في التأثير الإيجابي على المزاج بفضل الأصوات الهادئة والتأملية التي تصدر عنها.
- الإضاءة الطبيعية: تعتبر مصدرًا حيويًا للراحة النفسية، إذ تساعد على ضبط إيقاع الساعة البيولوجية للإنسان، وتحسين المزاج، وتقليل الإجهاد، فضلاً عن توفير الطاقة.
- التهوية الطبيعية: توفر الهواء النقي وتقلل من الاعتماد على أنظمة التكييف الميكانيكية، مما يعزز الراحة الحرارية والصحية داخل المباني.[6]

التجربة غير المباشرة للطبيعة تمثل هذه الركيزة الاستخدام الذكي للعناصر الطبيعية التي لا تكون حاضرة بشكل ملموس أو مباشر، لكنها تخلق ارتباطًا نفسيًا وعاطفيًا بالطبيعة، من خلال:
- المواد الطبيعية: مثل الأخشاب، الحجارة، الطين، والقش، التي تعكس أصالة ودفء الطبيعة، وتحفز الحواس من حيث اللمس والرؤية، مع تعزيز الاستدامة من خلال المواد القابلة لإعادة التدوير والطبيعية.
- الألوان الطبيعية: الألوان المستوحاة من الطبيعة كاللون الأخضر، الأزرق، البني، والبيج التي تساعد على تهدئة الذهن وتعزز الشعور بالانسجام.
- الأشكال والأنماط الطبيعية: تتضمن الأنماط الكسيرية (Fractals) والأشكال العضوية التي تتكرر في الطبيعة، مثل تفرعات الأشجار أو تشكيلات الصخور، والتي ثبت علميًا أن للإنسان استجابة إيجابية لها لأنها تحاكي النظام الطبيعي الذي اعتاد عليه عبر التطور.
- الصور والتمثيلات الفنية: كلوحات الطبيعة، التصوير الفوتوغرافي، أو التركيبات المعمارية التي تعكس الطبيعة بشكل تجريدي أو مباشر.[7]

تجربة الفراغ والمكان تسعى هذه الركيزة إلى خلق فضاءات داخلية وخارجية تعكس خصائص الطبيعة بشكل يجعل المستخدم يشعر بالأمان والانتماء، وذلك عبر:
- تنظيم الضوء والظل: استخدام الضوء الطبيعي بطرق مدروسة مع خلق توازن بين المناطق المضاءة والمظللة، كما يحدث في الغابات أو المناطق الطبيعية، ما يخلق إحساسًا بالتنوع والراحة.
- الارتفاعات والمساحات المفتوحة: تصميم سقوف عالية، شرفات، ونوافذ كبيرة تسمح برؤية الأفق والمحيط الطبيعي، الأمر الذي يُعزز شعور الامتداد والحرية.
- الملاذات والركون: توفير مناطق خاصة صغيرة داخل المبنى (مثل الزوايا أو الممرات المغلقة) تعطي إحساسًا بالأمان والخصوصية، تمامًا كما يجد الإنسان ملاذه في الطبيعة.
- التدرجات المكانية: تنويع أحجام وأشكال الفراغات لخلق تجربة حركية ومرئية ممتعة، تعكس تعقيد الطبيعة وعدم تكرارها، مما يضفي حيوية على المكان.[8]

التكامل الحسي-الوظيفي تشمل هذه الركيزة دمج الحواس المختلفة لتحقيق تجربة معماريّة شاملة تغذي العلاقة بين الإنسان والطبيعة عبر:
- الأصوات الطبيعية: كصوت الماء، تغريد الطيور، أو خشخشة الأوراق، والتي تخلق أجواء هادئة ومريحة وتساهم في تقليل التوتر.
- الروائح الطبيعية: مثل رائحة النباتات العطرية أو الأخشاب، التي تثير الذكريات الإيجابية وتحفز الحواس.
- اللمس والملمس: استخدام مواد تسمح للمستخدمين بلمسها وشعور نسيجها الطبيعي، ما يعزز الاتصال المادي بالبيئة.
- الحركة والتنقل: تصميم مسارات وأماكن تسمح بالحركة والتفاعل الطبيعي مثل المشي بين المساحات الخضراء، التي تعزز النشاط البدني والصحة.

التكامل بين هذه الحواس والوظائف يساعد على تحقيق توازن بين الراحة النفسية والجسدية، ويجعل الفضاء المبني مكانًا يدعم رفاهية الإنسان بشكل كامل.

### تطبيقات التصميم الحيوي
تُترجم هذه المبادئ إلى ممارسات تصميمية ملموسة، تشمل:
- تصميم الحدائق الداخلية والسطوح الخضراء: التي توفر بيئة طبيعية يمكن الوصول إليها بسهولة من داخل المبنى.
- استخدام الواجهات الخضراء والجدران النباتية: التي تضيف طبقة من الطبيعة تحسّن جودة الهواء وتزيد من الجمال البصري.
- دمج مصادر الإضاءة الطبيعية والتهوية في التخطيط المعماري: بما يقلل من استهلاك الطاقة ويزيد من الراحة.
- توظيف المواد الطبيعية والمحلية في التشطيبات: لدعم الاستدامة والارتباط بالمكان.
- خلق مساحات انتقالية مفتوحة ومغلقة: تسمح بتجارب طبيعية متنوعة، مثل الفناءات والشرفات المغطاة.

كل هذه الإجراءات تساعد على خلق مبانٍ وبيئات حضرية تواكب الاحتياجات الصحية والنفسية والبيئية للإنسان المعاصر، وتحقق نقلة نوعية في جودة الحياة والاتصال مع الطبيعة.

## التصميم الحيوي في المدن

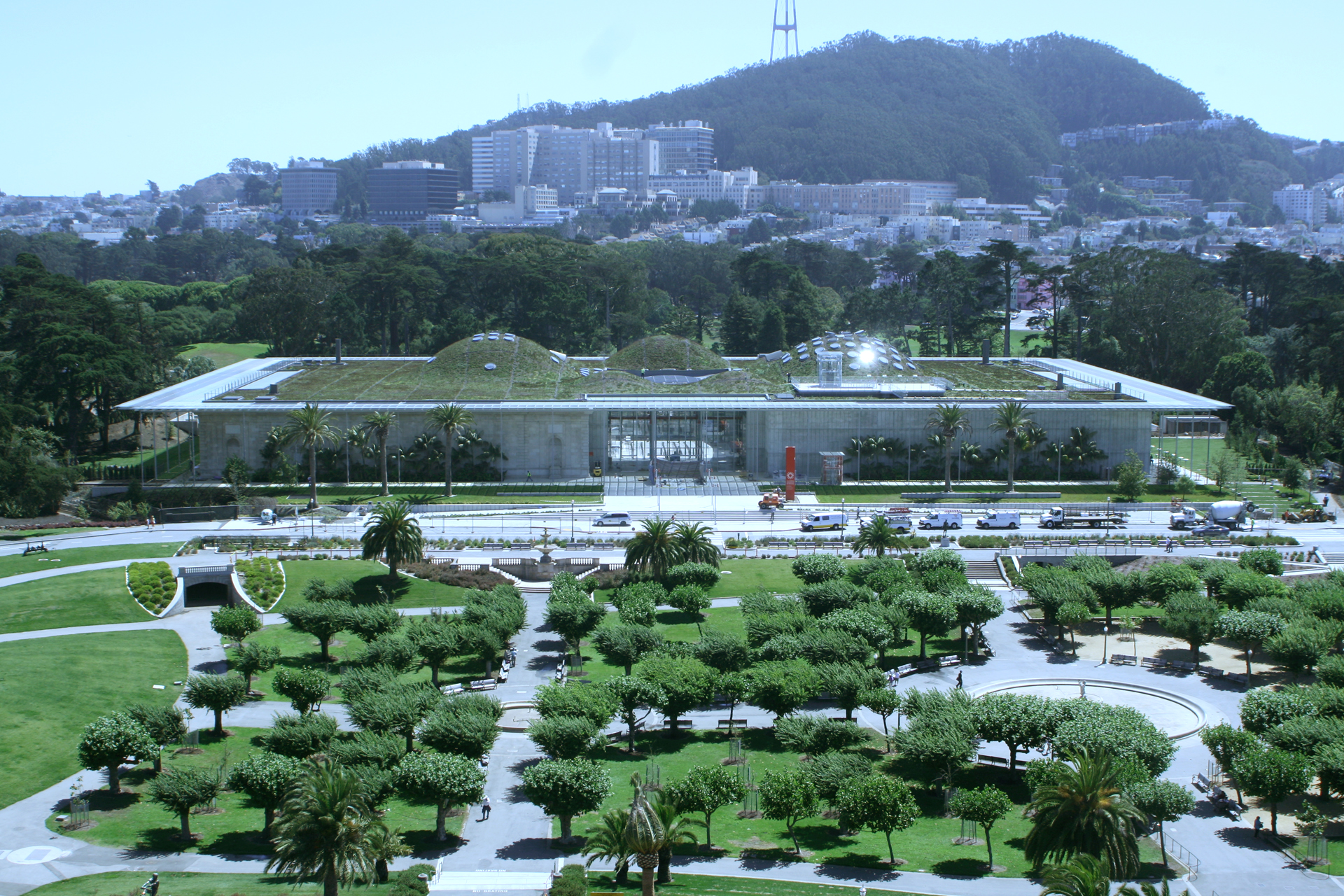
مبنى أكاديمية كاليفورنيا للعلوم في سان فرانسيسكو، نموذج معماري للتصميم المستدام يعكس تأثير التصميم الحيوي في تحسين جودة الحياة وتقليل الأثر البيئي، مما يسهم في زيادة القيمة الاقتصادية للعقارات وخفض التكاليف التشغيلية.

يمتد مفهوم التصميم الحيوي ليشمل التخطيط الحضري، فيما يُعرف بـالمدن الحيوية (Biophilic Cities)، وهي مدن تُدمج فيها عناصر الطبيعة ضمن البنية التحتية والأنشطة اليومية للسكان. يهدف هذا التوجه إلى تعزيز الترابط بين الإنسان والطبيعة في المجال العمراني، من خلال خلق بيئات يمكن للناس التفاعل فيها مع الطبيعة على نحو مستمر، بما ينعكس إيجابًا على الصحة وجودة الحياة والاستدامة البيئية.
يرتكز تطبيق التصميم الحيوي على المستوى الحضري إلى أربعة محاور رئيسية:
- البنية التحتية الحيوية: تشمل إنشاء شبكات من المساحات الخضراء والممرات البيئية، وتوسيع استخدام الأسطح الخضراء، وتوفير مظلات نباتية في ممرات المشاة، فضلاً عن دمج النباتات في الأبنية العامة والواجهات العمرانية.
- الأنشطة الحيوية: تتضمن تشجيع الأنشطة الخارجية مثل الزراعة الحضرية، والحدائق المجتمعية، والأنشطة التطوعية في الحفاظ على المساحات الطبيعية، مما يعزز الانتماء البيئي والرفاه النفسي.
- الوعي والمعرفة البيئية: يُعزز من خلال البرامج التعليمية والمبادرات المجتمعية التي تُعرّف السكان بالنظم البيئية المحلية، وتزيد من تقديرهم للطبيعة وتفاعلهم معها، مثل القدرة على التعرف على الأنواع النباتية أو الحيوانية الأصلية.
- الحوكمة والدعم المؤسسي: يشمل اعتماد سياسات حضرية تُخصص ميزانيات للمشاريع الحيوية، وتضع تشريعات تُلزم بمراعاة المعايير البيئية في التخطيط العمراني، فضلاً عن دعم المؤسسات غير الحكومية التي تروّج للطبيعة في المدن.
- تبنّت عدة مدن عالمية هذا النهج، مثل سنغافورة التي طورت مشاريع رائدة مثل "حدائق الخليج" و"منتزه بيشان – أنغ مو كيو"، وأوسلو التي خصصت أكثر من ثلثي مساحتها للغابات المحمية، وسيدني التي احتضنت مشاريع عمرانية تعتمد على النباتات والواجهات الخضراء. وقد أثبتت هذه المشاريع فعاليتها في تحسين نوعية الهواء، وخفض درجة حرارة المدينة، وتعزيز الصحة النفسية للسكان، وزيادة التنوع البيولوجي في المناطق الحضرية.[11][12]

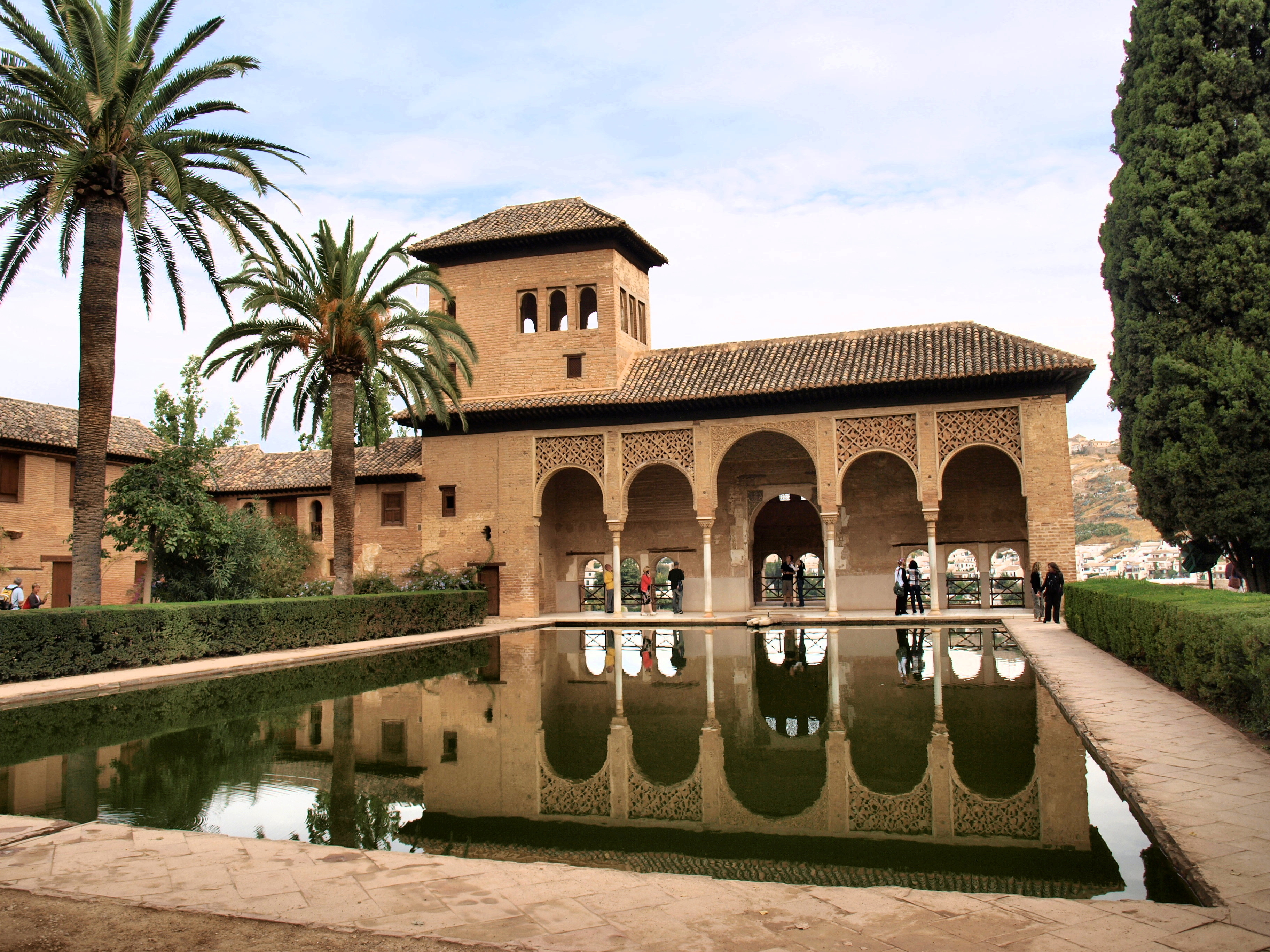
جانب من نمط التصميم الإسلامي في قصر الحمراء بمدينة غرناطة، ويُعد من النماذج التاريخية البارزة التي دمجت العناصر الطبيعية ضمن العمارة

## الفوائد الصحية والبيئية للتصميم الحيوي
أثبتت الدراسات أن التصميم الحيوي يُسهم في تحسين صحة الإنسان وجودة البيئة العمرانية على حد سواء. ويظهر أثره بوضوح في تعزيز الراحة النفسية وتقليل التوتر، وتحسين الأداء الذهني، ودعم الاستدامة البيئية، مما جعله أحد المكونات الأساسية في معايير البناء الحديث.

### الفوائد الصحية
- تحسين الصحة النفسية: يُساعد التعرض المنتظم للطبيعة – سواء بشكل مباشر أو غير مباشر – في تخفيض مستويات التوتر والقلق. وتشير تجارب ميدانية إلى أن الأشخاص الذين يتواجدون في بيئات حيوية يتعافون من الضغوط النفسية بمعدل أسرع مقارنة بمن يعيشون في بيئات حضرية تقليدية.
- تقليل استخدام المسكنات وزمن التعافي: أظهرت دراسات أُجريت على مرضى في المستشفيات أن مناظر الطبيعة والإضاءة الطبيعية تُقلل من استخدام المسكنات، وتُسرّع عملية الشفاء، بل وتُقصّر فترات الإقامة داخل المستشفى.
- تعزيز الأداء الذهني والمعرفي: البيئات الغنية بالعناصر الطبيعية، خصوصًا تلك التي تدمج الأصوات الطبيعية أو التصاميم الكسيرية (Fractals)، تُحسّن من قدرات التركيز والذاكرة العاملة. إلا أن الدراسات حذّرت من الإفراط في التحفيز الحسي، إذ قد يُؤدي ذلك إلى تشتيت الانتباه.
- تعزيز الترابط الاجتماعي والنشاط البدني: توفر المساحات الحيوية مثل الحدائق والممرات الطبيعية أماكن للتفاعل الاجتماعي والنشاط البدني، ما يُعزّز من الصحة المجتمعية ويُقلّل من معدلات السمنة وبعض الأمراض المزمنة.[13]

### الفوائد البيئية
- خفض درجات الحرارة ومواجهة ظاهرة الجزر الحرارية (Urban Heat Islands): تُساهم النباتات والأسطح الخضراء في تبريد المدينة وخفض استهلاك الطاقة، حيث تُوفّر الظلال وتُقلّل من امتصاص الحرارة.
- إدارة مياه الأمطار: تُمكّن العناصر الطبيعية مثل الحدائق المطريّة والأسطح النباتية من تحسين قدرة الأرض على امتصاص المياه، مما يُقلّل من الفيضانات ويُحسّن جودة المياه الجوفية.
- زيادة التنوع البيولوجي في المناطق الحضرية، من خلال زراعة الأنواع المحلية وتوفير موائل للكائنات الحية مثل الطيور والحشرات، كما حدث في مشاريع مثل مستشفى "خو تيك بوات" في سنغافورة الذي ساهم في عودة عشرات الأنواع من الفراشات والطيور.
- تحسين جودة الهواء وتقليل انبعاثات الكربون: النباتات تُسهم في امتصاص ثاني أكسيد الكربون من الجو، وتعمل كمرشحات طبيعية للملوّثات، ما يعزز من جودة الهواء داخل المباني وخارجها. المرجع: هبة همام علي شريف، «علم التشكل ومحاكاة الطبيعة كأساس في العمارة البيئية»، 2019، ص 47–50.

## التأثيرات الاقتصادية للتصميم الحيوي
رغم أن اعتماد التصميم الحيوي قد يتطلب استثمارات أولية أعلى نسبيًا، إلا أن العوائد الاقتصادية الناتجة عنه تتجاوز الكلفة على المدى البعيد، من خلال زيادة إنتاجية المستخدمين، وتقليل التكاليف الصحية، وتحسين القيمة السوقية للعقارات.

### توفير في تكاليف التشغيل والصحة
تشير دراسات إلى أن المباني التي تطبّق مبادئ التصميم الحيوي تستهلك طاقة أقل بنسبة تصل إلى 25% بفضل الاعتماد على التهوية الطبيعية وتقليل الحاجة للتكييف والإضاءة الاصطناعية.
كما تُسهم هذه المباني في خفض الإنفاق على الرعاية الصحية نتيجة تراجع معدلات التوتر والأمراض المرتبطة بنمط الحياة الحضرية، ما يقلل من الإجازات المرضية ويُعزز أداء الموظفين.

### ارتفاع قيمة العقارات ومعدلات التأجير
المباني ذات الطابع الحيوي تحظى بجاذبية أكبر لدى المشترين والمستأجرين، إذ تُظهر تقارير السوق العقاري أن العقارات التي تُدمج فيها الطبيعة تُباع أو تُؤجّر بأسعار تفوق نظيراتها التقليدية بنسبة قد تصل إلى 16%.
وتُظهر إحدى الدراسات التي أجريت في نيويورك أن إدخال المساحات الخضراء في التصميم الحضري أدى إلى زيادة قيمة الممتلكات المحيطة وخفّض معدلات الجريمة في بعض الأحياء، ما عزز من الاستقرار الاقتصادي والاجتماعي في المناطق المعنية.

### دعم الاقتصاد المحلي والأنشطة المجتمعية
تساهم المشروعات الحيوية في تنشيط القطاعات المرتبطة بالطبيعة، مثل الزراعة الحضرية والبستنة والتشجير الحضري، ما يفتح فرصًا جديدة للعمل ويعزّز الاقتصاد المحلي.
وتزداد معدلات ارتياد الأسواق والمراكز التجارية ذات التصميم الحيوي، حيث تُظهر الدراسات أن وجود الطبيعة يزيد من مدة بقاء الزائرين بنسبة قد تصل إلى 30%، ويرفع من احتمال الشراء بمعدل 25%.

## أنظر أيضاً
- تصميم عمراني
- نظرية المدينة الحدائقية
- حديقة منزلية
- استدامة التخطيط الحضري
- العمارة والراحة المحيطية
- حضرية
- تصميم حدائق

## وصلات خارجية
- تأثير التصميم الحيوي على الرفاهية – منصة توضح كيف يساهم التصميم الحيوي في تخفيض التوتر، تحسين النوم، وتعزيز الإبداع.
- فوائد تطبيق نظرية التصميم الحيوي في تصميم المستشفيات – بحث أكاديمي يبيّن أثر التصميم الحيوي في بيئات صحية بمستشفيات.
- الاتجاهات الحديثة في التصميم الحيوي الخارجي للمنازل – يسلط الضوء على أحدث اتجاهات 2025 في دمج التصميم الحيوي خارجياً.
- القوة العلاجية للطبيعة: التصميم الحيوي في المنشآت الصحية – مراجعة منهجية تبين أثر التصميم الحيوي في تقليل التوتر وتسريع الشفاء.
- إطار عمل لتطبيق التصميم الحيوي في منشآت علاج السرطان – دراسة مصرية لتحسين تجربة المرضى عبر التصميم الحيوي.
- منهج التصميم الحيوي لتحسين صحة الإنسان في البيئة المبنية – بحث يربط الضوء الطبيعي والراحة النفسية في المباني.
- التصميم الحيوي: تعزيز الرفاهية عبر الفضاءات المستوحاة من الطبيعة – دراسة من جامعة الكويت حول فوائد التصميم الحيوي.
- مراجعة منهجية لتأثير التصميم الحيوي العلاجي في المنشآت الصحية – بحث من جامعة الشارقة عن تأثير التصميم الحيوي على المرضى وفريق الرعاية الصحية.
- فوائد نظرية التصميم الحيوي في تصميم المستشفيات – بحث يوضح دور التصميم الحيوي في تقليل مدة الإقامة وتكاليف الرعاية.
- التصميم الحيوي في العمارة ومساهماته في الصحة والتنمية المستدامة – مراجعة تربط التصميم الحيوي بأهداف التنمية المستدامة وفنون العمارة.